# Zelotes yogeshi
Zelotes yogeshi este o specie de păianjeni din genul Zelotes, familia Gnaphosidae, descrisă de Gajbe în anul 2005. Conform Catalogue of Life specia Zelotes yogeshi nu are subspecii cunoscute.